# Antarctothoa galaica
Antarctothoa galaica är en mossdjursart som beskrevs av Cesar-Aldariz, Fernández-Pulpeiro och Reverter-Gil 1999. Antarctothoa galaica ingår i släktet Antarctothoa och familjen Hippothoidae. Inga underarter finns listade i Catalogue of Life.